# Автошлях E05
Європейський маршрут E05 —  європейський автомобільний маршрут від Грінока, Шотландія, на південь через Францію до Альхесірас, Іспанія. 

## Маршрут

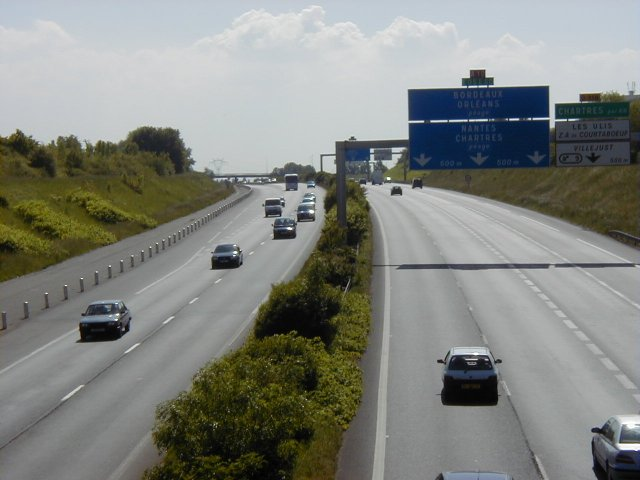
E 05 біля Вільбон-сюр-Іветт у Франції

- Велика Британія
  -  Грінок - Пейслі
  -  Пейслі - Глазго
  -  Глазго - Абінґтон
  -  Абінґтон - Ґретна
  -  Ґретна - Карлайл - Престон - Воррінгтон - Бірмінгем
  -  Бірмінгем
  -  Бірмінгем - Бічестер
  -  Бічестер - Оксфорд - Ньюбери - Вінчестер
  -  Вінчестер - Саутгемптон
- Переправа через Ла-Манш
  -  Саутгемптон -  Гавр
- Франція
  -  Гавр
  -  Гавр - Танкарвіль
  -  Танкарвіль
  -  Танкарвіль - Бурневіль
  -  Бурневіль - Руан - Париж
  - Бульвар Периферік: Париж,
  -  Париж - Массі
  -  Массі - Аблі - Орлеан - Тур - Пуатьє - Ніор - Сент - Бордо
  -  Бордо
  -  Бордо
  -  Бордо - Байонна - Андай
- Іспанія
  -  Ірун - Доностіа-Сан Себастьян - Ейбар
  -  Ейбар - Міранда-де-Ебро - Бургос
  -  Бургос - Мадрид
  -  Мадрид
  -  Мадрид - Мансанарес - Байлен - Кордова - Севілья - Альхесірас